# Mornar (prezime)
Mornar je staro dalmatinsko prezime, a nastalo je od nadimka prezimena Katić (Katić detto Mornar).
Mornari u Hrvatskoj su Hrvati, najvećim dijelom iz okolice Sinja. U prošlom stoljeću najviše je hrvatskih stanovnika s ovim prezimenom rođeno je u Splitu, Solinu i u okolici Sinja.

## Poznate osobe
- Ivica Mornar, hrvatski bivši nogometaš.
- Ivan Mornar, hrvatski boćarski sudac[2]
- Vedran Mornar, hrvatski znanstvenik, bivši dekan Fakulteta elektrotehnike i računarstva te ministar znanosti, obrazovanja i sporta u dvanaestoj Vladi Republike Hrvatske.
- Igor Mornar (šahist)[3]